# Дом Е. А. Брюна
Дом Е. А. Брюна — историческое здание в Центральном районе Санкт-Петербурга (Россия), бывший доходный дом, расположенный по адресу Невский проспект, 82.
В 1820-е годы участком под номером 178 владела Анисья Ивановна Суворова, вдова купца второй гильдии. Другие источники сообщали, что здесь располагался дом Екатерины Ермолаевны Блудовой, матери графа и министра внутренних дел Дмитрия Николаевича Блудова, хотя эта версия не подтверждается в биографии.
Инженер-майор Е. А. Брюн приобрёл землю в 1834 году и на её территории построил четырёхэтажный дом в стиле безордерного классицизма, черты которого проглядываются в современном здании. На вытянутом участке были размещены дворовые корпуса от Невского проспекта на три двора.
В 1836 году первый этаж был сдан под музыкальный магазин «Л. Снигирёв и К⁰», где, например, были впервые изданы нотные партии из оперы «Жизнь за царя» Михаила Глинки, но магазин был закрыт через несколько лет. В середине XIX века доходный дом приобрёл генерал-майор И. К. Максимович. В 1852 году по проекту Николая Павловича Гребенки дом был значительно перестроен, в частности был переделан фасад здания, над аркой проезда был воздвигнут выступающий эркер на втором этаже, также был установлен фриз по всей длине фасада и переделаны оконные обрамления. Также были полностью перестроены дворовые флигели, образовав П-образный корпус, чьи брандмауэры выходили к Мариинской больнице, образуя второй и третий замкнутый двор. Полуциркульные окна первого этажа появились значительно позже, предположительно в советское время.
В 1863 году в доме Максимовича снимал квартиру писатель Николай Семёнович Лесков. В 1880-е годы в доме была открыта первая в столице гомеопатическая лечебница под руководством Евгения Осиповича Габриловича, специализировавшегося на лечении женских заболеваний, там же работала его дочь Ольга Евгеньевна Габрилович — первая в Российской империи женщина со степенью магистра фармации.
В конце XIX веке здание прозвали «Домом генерала Максимовича», оно сыскало дурную славу за то, что почти все его помещения сдавались под несколько десятков публичных домов и номеров для свиданий. В доме располагались бордели разных ценовых категорий, помимо классических проституток здесь предлагали свои услуги гомосексуальные проституты, садисты и дети. Здесь процветал хипес — вид мошенничества, когда проститутки вступали в сговор с ворами, которые тайно обворовывали клиента в тот момент, когда его обслуживала проститутка.

«Ни один добрый семьянин ни за что не сознается жене, что у него есть знакомства в доме Максимовича»
— публицист В. О. Михневич
В советское время пространства дома Е. А. Брюна стали коммунальными квартирами, где в молодости жил искусствовед Борис Михайлович Кириков. В начале XXI века в здании расположился комплекс клиник «Medi».